# Callosa d'En Sarrià
Callosa d'En Sarrià är en kommun i Spanien.   Den ligger i provinsen Provincia de Alicante och regionen Valencia, i den östra delen av landet, 400 km sydost om huvudstaden Madrid. Antalet invånare är 7 815. Arean är 35 kvadratkilometer. Callosa d'En Sarrià gränsar till Altea, Bolulla, Guadalest, La Nucia, Polop, Tárbena och Xaló. 
Terrängen i Callosa d'En Sarrià är varierad.